# L'Alligatore
L'Alligatore è una serie televisiva italiana del 2020 diretta da Daniele Vicari ed Emanuele Scaringi.

## La serie
È basata sui romanzi della Saga dell'Alligatore di Massimo Carlotto, e prodotta da Rai Fiction e Fandango.
Massimo Carlotto, considerato tra i massimi esponenti e teorizzatori del noir mediterraneo, basa i suoi romanzi sul concetto di descrivere il mutamento sociale attraverso il racconto di vicende criminali che si svolgono al suo interno. Specialmente con la serie di romanzi dedicata al personaggio dell'Alligatore (Marco Buratti), Carlotto è riuscito a conquistare un gran numero di lettori, sia in Italia che all'estero, dove gli è stata riconosciuta la capacità (comune agli scrittori di noir Italiani) di trasformare l'ambientazione in un vero e proprio personaggio. Attraverso la caratterizzazione dei personaggi e l'importanza data all'ambientazione delle vicende che circondano l'Alligatore, Carlotto descrive il Nord Est italiano evidenziando come il mutamento sociale sia strettamente collegato agli aspetti di ingiustizia e corruzione nati dallo stesso. Questo aspetto, oltre alla centralità che l'ambientazione e il territorio assumono all'interno di questi racconti, sono una caratteristica fondamentale quanto comune negli autori riconducibili al Noir Mediterraneo. 
La quarta puntata della serie (Fine dei giochi) si rifà a un racconto inedito di Carlotto, mentre le altre riprendono i libri La verità dell'Alligatore, Il corriere colombiano e Il maestro di nodi. La quarta puntata però è una prosecuzione del libro Il maestro di nodi concludendo alcuni temi incominciati (Bretella Autostradale, la presenza del commissario Campagna, il nuovo amore di Greta, ecc...).

## Trama
Marco Buratti, detto Alligatore, viene incarcerato per un reato che non ha commesso e passa sette anni in galera pur di non compromettere il suo amico Max la Memoria.
Uscito di prigione tenterà di ripulirsi aprendo un locale di musica blues, ma il richiamo della strada sarà più forte. Verrà suo malgrado coinvolto in indagini ai limiti della legalità, pur di salvare altre persone innocenti dal suo stesso destino. Ad aiutarlo, l'attempato contrabbandiere Beniamino Rossini e il ritrovato Max.

## Episodi
| Stagione       | Episodi | Prima TV |
| -------------- | ------- | -------- |
| Prima stagione | 8       | 2020     |

## Produzione
Il Flashback ambientato 7 anni prima dove Marco e l'amico Max la Memoria assistono all'omicidio di un uomo all’interno di un allevamento clandestino, dove è presente il questore patavino, è ambientato durante un nubifragio, sono stati trasmessi video d'archivio dell'alluvione del Veneto del 2010 e della tempesta del 2018
Il soprannome l'alligatore deriva dalla band Old Red Alligators, di cui molto tempo prima era il cantante, l'alligatore è amante del blues e del Calvados, vive in un bar galleggiante sul Brenta Padovano vicino a dei cavalcavia, per ricreare questa sceneggiatura ambientato la regia di Daniele Vicari ha usato un barcone galleggiante sul Tevere vicino al ponte di Mezzocammino del GRA di Roma. In galera l'alligatore ha stretto amicizie con diversi uomini che gli hanno messo in mano la mappa del mondo criminale del Nord Est, conoscendo quindi metodi, personaggi e modi di fare della criminalità del Nord Est, sempre in galera ha conosciuto il suo compagno d'indagini, Beniamino Rossini, un malavitoso milanese che contrabbanda ostriche e aragoste.
Per ricreare la Louisiana veneta descritta da Massimo Carlotto nei romanzi de L'alligatore sono stati scelti anche luoghi fuori dal veneto, per esempio il Tevere vicino al Ponte di Mezzocammino del GRA di Roma, ma anche la località come Lio Piccolo, Porto Viro e Albarella, il delta del Po, ed altre località venete.
L’Orto Botanico è quello di Roma, dove vengono girate alcune scene dell’ultimo episodio.
Mentre si riconoscono i luoghi iconici di Padova, il Castello Carrarese, Sotto il Salone, la piazza delle Erbe, della Frutta e dei Signori, il Caffè Pedrocchi, Prato della Valle, l’ex cinema Quirinetta, ora QBar, in Piazza Insurrezione, lo storico pub “Gasoline” all'Arcella, il Palazzo Santo Stefano, sede storica della Provincia di Padova in Piazza Antenore, La Cittadella in Piazzetta Bardella. Oltre che casali, vigneti e ville dei Colli Euganei, Villa Barbarigo a Valsanzibio di Galzignano Terme, l’aviosuperficie di Bagnoli di Sopra e Montegrotto Terme.
Le scene in carcere e fuori dal carcere sono state registrate nel Castello Carrarese, in particolare il cancello da cui esce l'alligatore ed i semiliberi era l'ingresso del carcere patavino prima che fossero create le nuove sedi nei pressi del confine tra Padova e Limena, ora è l'ingresso di alcuni uffici dell'amministrazione penitenziaria. La bretella autostradale citata nel video è la bretella Ronchis - San Giorgio, nei pressi dell'uscita della A4 di Latisana, mentre le scene dello sversamento sono state girate nei cantieri della terza corsia A4, sempre nei pressi di Latisana, mentre i report degli scarichi, con coordinate GPS, consegnate al commissario Campagna sono relative ai fatti realmente accaduti nella Valdastico Sud.